# Christina Hansegård

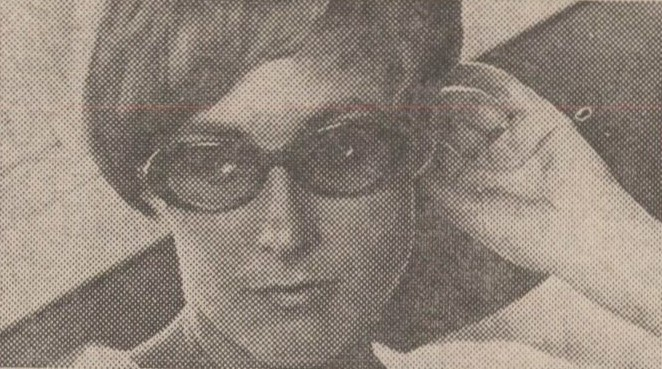
Christina Hansegård, ca 1968.

Emilie Ebba Christina Hansegård-Burton, född Hellstedt den 2 mars 1937 i Stockholm, är en svensk journalist. Hon var 1963–1970 gift med Lars Hansegård i sitt första äktenskap (och hans andra) och sedan 1970 med Humphrey Burton i sitt (och hans) andra äktenskap. 
Christina Hansegård bedrev universitetsstudier i USA 1957–1958. Hon anställdes vid Sveriges radio 1958, var TV-producent i Malmö 1960–1963 och verksam för radio och TV i Tokyo 1963–1964. Christina Hansegård genomförde reportageresor i Asien inklusive Kina 1966 och var anställd vid TV:s nyhetsredaktion 1965–1968. Hon var sommarvärd 1967, 1968 och 1969. Christina Hansegård var Sveriges kommentator vid Eurovision Song Contest 1968 och 1969. Hon var frilansjournalist från 1969, bosatt i London. Christina Hansegård
arbetade i många år främst som fotograf för bildbyrån Tiofoto, men kommenterade även händelser inom brittiska kungahuset i svensk TV.